# 黒川琉壱
黒川琉壱（くろかわ りゅういち、1969年5月13日 - )は、宮城県仙台市生まれの日本の俳優。

## 略歴
1998年から自主製作映画中心に俳優活動を開始。黒川琉壱の芸名で活動する。1999年11月から2009年5月まで株式会社エ・ネストに所属。2006年から芸名を黒川琉壱から黒川龍市にした。2010年からは黒川琉壱の名前に戻し、舞台製作や音楽プロデュースに関わる。

## 出演作品

### 映画
- 『微笑まないで』（1998年、監督 田波たつ郎）…主演 ハセガワ役
- 『楓牙』（1998年、監督 梅崎雄三）キリンアートアワード2000最優秀作品賞…樺龍役
- 『ムラカミ』（1999年、監督 新井澄司）ゆうばり国際ファンタスティック映画祭2001入選…主演 ムラカミ役
- 『INGA!』（2001年、監督 梅崎雄三）キリンアートアワード援助作品…岡林役
- 『呪蔵地帯』（2001年、監督 新井澄司）…カイドウ役
- 『男の子はみんな飛行機が好き』（2002年、監督 吉田大八）
- 『雷寛』（2003年、監督 上野境介）シネアジア映画祭招待作品…細谷定常役
- 『幽閉者』（2007年、監督 足立正生）…死のう団役
- 『魂萌え！』（2007年、監督 阪本順治）
- 8つの短編『靴下』（2007年、監督 鈴木秀幸）…脚本家役
- 『真幸くあらば』（2010年、監督 御徒町凧）…看守役

### テレビドラマ
- 『R.P.G』（2003年、NHK)…カラオケ店従業員山崎役
- 『危険な関係』58話（2005年、東海テレビ）…遊び人風の男役
- 『刑事殺し』（2007年、ABC)…酒井邦彦役

### オリジナルビデオ
- バップ『ヴィジュアル バンディッツ』1〜3（2000年、監督 宮本拓）…レギュラー 鈴木刑事役
- 『ガードレス 復讐の女暗殺者』（2001年、監督 宮坂武志）…ボディーガード役
- 竹書房『新ゼロウーマン 0課の女再び』（2004年、監督 鎌倉泰川）…長岡役
- GPミュージアムソフト『実録広島やくざ戦争外伝 義兄弟』（2008年、監督 金澤克次）…植松敏見役
- GPミュージアムソフト『新鯨道 侠魂』（2009年、監督 旭正嗣）…鳥取剛役

### 舞台
- トゥリトネス『なみうちぎわ』（2000年、千本桜ホール）
- エムズクルー『温室』（2003年、アートスペースプロット）
- エムズクルー『イッツアファインデイ』（2003年、麻布ディプラッツ）
- エムズクルー『みずうみ』（2004年、麻布ディプラッツ）
- エムズクルー『火あそび』（2007年、麻布ディプラッツ）

### 製作
- CD『新宿三丁目で飲もうじゃないか！』（2010年、花小金井ファジョン）…プロデューサー
- CD『遊び半分』（2010年、三軒茶屋ミワ）…プロデューサー
- 江古田のガールズ第7回公演『仮面音楽祭』（2011年2月、劇小劇場）…プロデューサー